# Caso cerrado (película de 1999)
Caso cerrado (título original: Paper Bullets) es una película estadounidense de acción y crimen de 1999, dirigida por Serge Rodnunsky, que a su vez la escribió, musicalizada por Jeffrey Walton, en la fotografía estuvo Greg Patterson y los protagonistas son James Russo, William McNamara y Jeff Wincott, entre otros. El filme fue producido por Rojak Films y se estrenó el 30 de noviembre de 1999.

## Sinopsis
John Rourke, un policía que tiene problemas con el alcohol, halla un rastro de corrupción luego de que un sujeto armado disparara en una reunión policial.